# Hisatsugu Ishii
Hisatsugu Ishii (japanisch 石井 久継 Ishii Hisatsugu; * 7. Juli 2005 in Kurashiki, Präfektur Okayama) ist ein japanischer Fußballspieler.

## Karriere

### Verein
Hisatsugu Ishii erlernte das Fußballspielen in der Jugendmannschaft von Shonan Bellmare. Der Verein aus Hiratsuka, einer Stadt in der Präfektur Kanagawa, spielt in der ersten japanischen Liga. Sein Erstligadebüt gab er als Jugendspieler am 8. Juli 2023 (20. Spieltag) im Auswärtsspiel gegen Kashiwa Reysol. Bei dem 1:1-Unentschieden wurde er in der 86. Minute für Shūto Yamamoto eingewechselt.

### Nationalmannschaft
Hisatsugu Ishii spielte 2023 zweimal für die japanische U19-Nationalmannschaft.